# Enna bartica
Espèce
Enna bartica est une espèce d'araignées aranéomorphes de la famille des Trechaleidae.

## Distribution
Cette espèce se rencontre au Guyana et au Brésil en Amazonas,.

## Description
La carapace du mâle holotype mesure 3,90 mm de long sur 3,40 mm de large.

## Étymologie
Son nom d'espèce lui a été donné en référence au lieu de sa découverte, Bartica.

## Publication originale
- Silva, Lise & Carico, 2008 : Revision of the Neotropical spider genus Enna (Araneae, Lycosoidea, Trechaleidae). Journal of Arachnology, vol. 36, p. 76-110 (texte intégral).